# Morzine
Morzine (früher italienisch Morzina) ist eine französische Gemeinde mit 2661 Einwohnern (Stand 1. Januar 2022) im Département Haute-Savoie in der Region Auvergne-Rhône-Alpes.

## Geographie

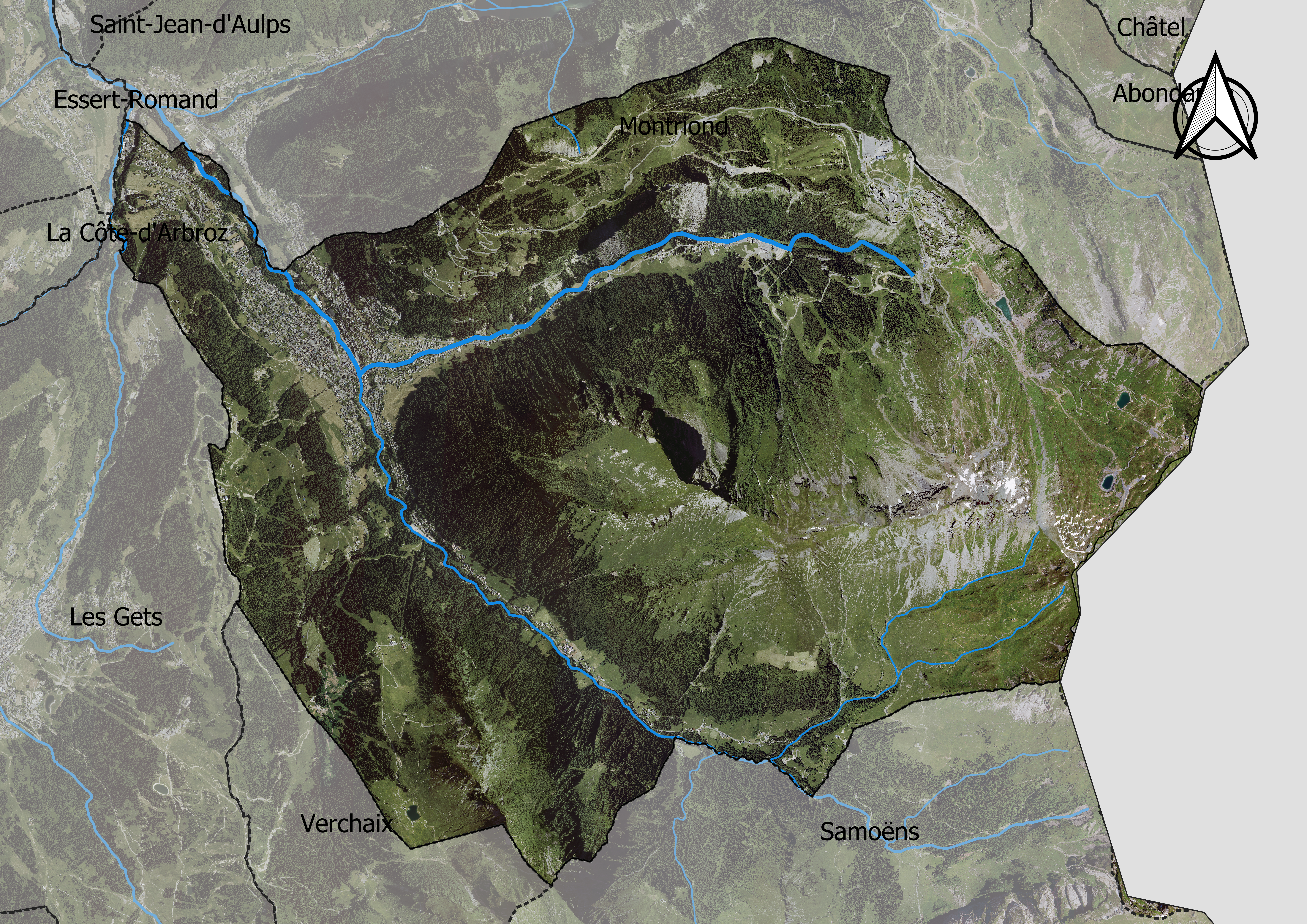
Luftbild von Morzine – mit den Flüssen Dranse de la Manche und Dranse de sous Saix

Die Gemeinde liegt an der Schweizer Grenze zum Kanton Wallis, 32 Kilometer nördlich der Mont-Blanc-Gemeinde Chamonix. Der nächstgelegene Flughafen liegt 46 km entfernt im schweizerischen Genf. Im Stadtzentrum fließen die Flüsse Dranse de la Manche und Dranse de sous Saix zusammen und bilden die Dranse de Morzine.

## Tourismus
Durch die Alpen ist der Ort zusammen mit Avoriaz zum Touristenzentrum insbesondere für Wanderer, Mountainbiker, Golfer, Skifahrer und Höhlenforscher geworden. Hieraus geht hervor, dass die Natur und Umwelt für Touristen, sowie für die Gemeinde selbst, im Mittelpunkt stehen.
Die Gemeinde selbst war häufig Durchgangsort und Zielort der Tour de France. In der Regel wird dann auch auf einem der umliegenden Bergpässe oder Höhenorten eine Bergwertung vorgenommen.
Morzine ist jährlicher Austragungsort von Spartan Race Sprint, Super, Beast und Ultra Beast.

## Die Hysterikerinnen von Morzine
Bekannt geworden ist dieser Ort in früherer Zeit für die Geschichte der Psychologie allerdings durch eine bestimmte Form von Hysterie. In diesem im 19. Jahrhundert noch abgeschiedenen Alpendorf „gab es zahlreiche unverheiratete Frauen, so dass sich eine spezifische weibliche Sozialität entfaltete. Die Kirche, die hier starken Einfluss ausübte, untersagte alles, was nach Fest oder Spiel aussah. Die Einschränkung, verbunden mit der Beunruhigung durch das als bedrohlich empfundene moderne Leben, führte bei den Frauen dieses Dorfes sechzehn Jahre lang, von 1857 bis 1873, zu hysterischen Manifestationen, deren Symptomatik uns Einblicke in weibliches Unglücksbefinden im 19. Jahrhundert erlaubt.“

## Persönlichkeiten
- Yves Tavernier (* 1962), Skirennläufer